# 消旋酶
消旋酶（英文：racemase），属于异构酶，能够催化生物分子中立体化学的反转。 消旋酶催化仅具有一个不对称中心的基质中的不对称碳原子周围的立体化学反转。 差向异构酶催化具有多于一个不对称中心的基质中关于不对称碳原子的构型的立体化学反转，从而使差向异构体相互转化。
人类差向异构酶包括甲基丙二酰辅酶A差向异构酶，参与氨基酸丙氨酸，异亮氨酸，蛋氨酸和缬氨酸的代谢分解，和UDP-葡萄糖4-差向异构酶，用于半乳糖代谢的最后一步 - 催化可逆 UDP-半乳糖转化为UDP-葡萄糖。